# Helga von Kügelgen
Helga von Kügelgen (geborene Meyer, * 13. Februar 1929 in Kiel; † 18. August 2013 in Bad Kreuznach) war eine deutsche Politikerin (CDU).

## Leben und Beruf
Nach dem Besuch der Volksschule in Kiel von 1935 bis 1938 und von 1938 bis 1939 in Danzig besuchte sie bis 1944 eine Oberschule in Danzig. Nach der Flucht 1945 arbeitete sie als landwirtschaftliche Hilfsarbeiterin und besuchte von 1946 bis 1948 ein staatliches Realgymnasium in Kassel.
Nach dem Abitur 1948 nahm sie ein Medizinstudium in Freiburg und Heidelberg auf. Das Staatsexamen legte sie 1954 ab. Im folgenden Jahr erlangte sie die Vollapprobation. Sie war danach als Assistenzärztin an der Medizinischen Universitätsklinik Gießen tätig. Im Jahr 1964 wurde sie zur Dr. med. an der Universität Gießen promoviert.
Seit 1965 lebte sie in Bad Kreuznach.

## Partei
Helga von Kügelgen war seit 1968 Mitglied der CDU. Sie war Kreisvorsitzende der CDU-Frauenvereinigung Bad Kreuznach, Mitglied des CDU-Stadt- und Kreisvorstands, Mitglied des Landesvorstands der CDU-Frauenvereinigung und Bezirksvorsitzende der CDU-Frauenvereinigung Koblenz-Montabaur, deren Ehrenvorsitzende sie 1989 wurde. Sie war darüber hinaus Mitglied des Bezirksvorstands der CDU Koblenz-Montabaur.

## Abgeordnete
Helga von Kügelgen wurde zum ersten Mal bei der Landtagswahl 1975 in den Rheinland-Pfälzischen Landtag gewählt und gehörte diesem für drei Wahlperioden vom 20. Mai 1975 bis 2. Juni 1987 an. In der 8. und 9. Wahlperiode gehörte sie als Mitglied dem Ausschuss für Soziales, Gesundheit und Sport (Bezeichnung in der 9. Wahlperiode: Ausschuss für Soziales und Gesundheit) an. In der 9. Wahlperiode darüber hinaus dem Ausschuss für Umwelt. In der 10. Wahlperiode war sie Vorsitzende Unterausschuss für Frauenfragen, stellvertretende Vorsitzende im Ausschuss für Soziales und Gesundheit und Mitglied Ausschuss für Umwelt.
Von 1969 bis 1979 sowie von 1984 bis 1994 gehörte sie dem Stadtrat von Bad Kreuznach an. Dabei war sie von 1974 bis 1979 stellvertretende CDU-Fraktionsvorsitzende. Bei den Kommunalwahlen 1984 und 1989 wurde sie in den Kreistag Bad Kreuznach gewählt.
Sie war 1974 Mitglied der 6. Bundesversammlung.

## Sonstiges Engagement
Helga von Kügelgen war von 1966 bis 1984 ehrenamtlich aktiv als Elternbeiratsvorsitzende in Grundschule und Gymnasium, zeitweise als Mitglied im Bezirks- und Landeselternbeirat. Sie war Vizepräsidentin im Landesvorstand der Deutschen Rheuma-Liga, Mitglied des Kreisdiakonie-Ausschusses des Kirchenkreises Nahe/Glan, des Landesjugendwohlfahrtsausschusses und von 1988 bis 1993 Vorstandsmitglied in der Vereinigung ehemaliger Abgeordneter des Landtags Rheinland-Pfalz.

## Ehrungen
- Bundesverdienstkreuz am Bande (1984)
- Bundesverdienstkreuz Erster Klasse (1987)